# Zourab Tsiskaridze
Zourab Tsiskaridze Jr. (geboren am 8. September 1986 in Tiflis, Georgische SSR) ist ein US-amerikanischer Fußballspieler.

## Leben
Zourab Tsiskaridze wurde im georgischen Tiflis geboren, kam aber noch vor Auflösung der Sowjetunion in die Vereinigten Staaten und erhielt die US-Staatsbürgerschaft. Er hat zwei jüngere Brüder.

## Karriere

### Jugendkarriere
Der 1,85 Meter große Fußballspieler, der als Mittelfeldspieler und als Abwehrspieler eingesetzt wird, besuchte die High School McLean (Virginia) und war während der Schulzeit ein herausragender Fußballspieler. Er begann seine Karriere in Limeira beim dort ansässigen Verein AA Internacional (Limeira). Danach wechselte er 2005 für sechs Monate zu Grêmio Barueri. Vor seinem Abschluss in der High School war er noch bei D.C. United aktiv. Nach Abschluss schaffte er es nicht im College Soccer aufgenommen werden und strebte daher eine professionelle Fußballkarriere an.

### Professionelle Karriere
Tsiskaridze begann seine professionelle Karriere im Reserveteam von Sporting Kansas City. Anschließend war er für 18 Monate in Europa beim französischen Verein FC Sète unter Vertrag und spielte sieben Spiele in der National (D3). Tsiskaridze wechselte im April 2009 in die nordamerikanische USL First Division zum Miami FC, nachdem er den Trainerstab nach einer offenen Testphase überzeugt hatte. Am 2. Dezember 2009 unterschrieb er einen Vertrag bei den Vancouver Whitecaps. Von 2011 bis 2014 stand er bei folgenden Vereinen unter Vertrag: Montreal Impact, Amkar Perm, Jönköpings Södra IF und FC Bangkok Glass. 2015 stand er für die San Antonio Scorpions auf dem Platz. Es folgten weitere Stationen beim FK Teplice, AFC Eskilstuna, al-Hazem FC, al-Jabalain FC und Rovaniemi PS. Seit 2021 steht er beim schwedischen Klub Vasalunds IF unter Vertrag.